# БУМЕРанг
«БУМЕРанг» —  российская криминальная комедия Петра Буслова. В главных ролях — Дмитрий Нагиев, Владимир Сычёв и Тимофей Трибунцев. 
Премьера фильма состоялась 21 августа 2021 года на IX фестивале короткометражного кино «Короче». Фильм вышел в российский прокат 2 декабря 2021 года.

## Сюжет
Отчаявшийся художник-неудачник Петрович решает проститься с жизнью. Он прыгает с крыши московской высотки, но приземляется на новую роскошную машину жестокого бизнесмена Эдика и чудом остаётся жив. Хозяин требует отработать ущерб. Петрович попадает во власть могущественного Эдика, но дело принимает неожиданный оборот для обоих.[какой?]

## В ролях
- Дмитрий Нагиев — Эдик
- Тимофей Трибунцев — Петрович
- Владимир Сычёв — Толян
- Елена Север — Оля
- Роман Мадянов — пастор
- Светлана Устинова — блондинка
- Максим Виторган — Серёга
- Андрей Хабаров — киллер
- Валерия Астапова — Кристина
- Анна Уколова — Катя
- Константин Мурзенко — Антоныч
- Клим Шипенко — управляющий
- Роман Попов — Вячеслав, менеджер
- Павел Ворожцов — работник СБ
- Антон Лапенко — репортёр
- Максим Коновалов — сосед Петровича
- Семён Слепаков — доктор
- Галина Польских — вдова
- Денис Лебедев — тренер

## Маркетинг
Тизер-трейлер фильма впервые был представлен на фестивале короткометражного кино «Короче» в Калининграде в августе 2019 года.

## Производство
Первоначально дистрибьютором фильма была компания Sony Pictures, которая планировала выпустить его в апреле 2020 года. Однако из-за пандемии коронавируса релиз был перенесён. Также поменялся дистрибьютор ленты — им стала кинопрокатная компания Вольга, которая весной 2021 года анонсировала новую дату выхода картины — 23 сентября 2021 года. В итоге в широкий прокат фильм вышел только 2 декабря 2021 года.